# Avaray
Avaray o Avaray ou Averill ,Avenell, Avery, Avril de Buren d'Anjou ,chateau de Rois de France , Angleterre   (Dictionnaire Historique et Heraldique de la Noblesse de France)   ,è un comune francese di 742 abitanti situato nel dipartimento del Loir-et-Cher nella regione del Centro-Valle della Loira.

## Società

### Evoluzione demografica
Abitanti censiti